# Landssvek
Landssvek, enligt 22:2 av den svenska brottsbalken ett lindrigare brott än landsförräderi. Landssvek skiljer sig från landsförräderi på så sätt att det endast i mindre mån ägnad att medföra men för totalförsvaret eller innefattar den ringare bistånd åt fienden.